# Теркуроний
Теркуроний (Tercuronium). n', n"-Бис-триэтиламмонио-n-терфенила дибензолсульфонат.

## Общая информация
Миорелаксант недеполяризующего типа действия. Применяется внутривенно при операциях средней и большой продолжительности в условиях наркоза с искусственной вентиляцией лёгких. При введении дозы 8—10 мг препарат вызывает тотальную миорелаксацию и апноэ продолжительностью 20—60 мин (в среднем 40 мин). Повторное введение 1/3 этой дозы обеспечивает продолжение миорелаксации на такой же срок.
Препарат может быть использован также для облегчения эндотрахеальной интубации.
Теркуроний хорошо переносится, не влияет на высвобождение гистамина; вызывает кратковременное небольшое снижение АД и умеренное расширение зрачков; не усиливает влияния фторотана на сердечно-сосудистую систему.
Остаточная миорелаксация устраняется прозерином (с атропином) или другими антихолинэстеразными препаратами.
При применении теркурония должны соблюдаться те же условия (обеспечение адекватной искусственной вентиляции лёгких и др.), что при применении других антидеполяризующих миорелаксантов — тубокурарина, диплацина и др.

## Физические свойства
Белый или белый со слабым зеленоватым оттенком кристаллический порошок. Трудно растворим в воде.

## Форма выпуска
Форма выпуска: 0,5% раствор в ампулах по 1 мл.